# Saki Shimizu
Saki Shimizu (jap. 清水佐紀 Shimizu Saki; ur. 22 listopada 1991 w Zamie) – japońska piosenkarka j-pop. Jej kariera rozpoczęła się w roku 2002, kiedy przeszła do audycji Hello! Project Kids wraz z innymi dziećmi. Od tego czasu uczestniczy w tej grupie, tworząc z innymi członkiniami zespół Berryz Kōbō.

## Historia
W roku 2002 Saki dostała się do audycji Hello! Project Kids. Obecnie jest ona liderem zespołu składającego się z dwóch mniejszych grup – Berryz Kōbō. W 2008 r. Saki była jedną z członkiń nowego zespołu Hello! Project High-King.

## Zespoły
- Berryz Kōbō
- H.P. All Stars
- H!P Kids
- ZYX
- High-King

## Filmografia
- Koinu Dan no Monogatari (2002)
- Promise Land ~Clovers no Daibōken~ (2004)

## TV
- Berikyuu! (jap. ベリキュウ！)
- Yorosen (jap. よろせん)